# Desectophis magnosimilis
Desectophis magnosimilis är en spindeldjursart som beskrevs av Wolfgang Karg 2003. Desectophis magnosimilis ingår i släktet Desectophis och familjen Ologamasidae. Inga underarter finns listade i Catalogue of Life.